# Potok Oliwski
Potok Oliwski, nazývaný také Potok Jelitkowski, Radosna Struga, Jelitkowska Struga nebo kašubsky Òlëwskô Strëga, je potok v městě Gdaňsk v Pomořském vojvodství v Polsku, který ústí do Gdaňského zálivu Baltského moře.

## Popis toku potoka
Potok Oliwski pramení východně od Letiště Lecha Wałęsy Gdaňsk (Port lotniczy Gdańsk im. Lecha Wałęsy) ve čtvrti Matarnia města Gdaňsk. Potok nejprve teče přibližně severo-severovýchodním směrem a podtéká rychlostní silnici S6 a vstupuje do jižní části Trojměstského krajinného parku (Trójmiejski Park Krajobrazowy) v gdaňské čtvrti Oliwa, kde protéká Dolinou Bobrů (Dolina Bobrów). Dále se do Oliwského potoka zleva vlévá Potok Bernarda (poblíž lokality Diabelski Kamień) a následně se potok stáčí k severovýchodu, napájí dva rybníky v Dolině Radosti (Dolina Radości) a teče Dolinou Schwabeho pod kopcem Góra Schwabego. Následně v obydlené oblasti se do Potoka Oliwa zleva vlévají Potok Czystej Wody a Potok Prochowy a protéká přes vodní kovárnu (hamr) v Oliwě (Kuźnia Wodna w Oliwie). Dále se do něj zleva vlévá Potok Rynarzewski. Následně, pod kopcem Wzgórze Pachołek protéká dalšími rybníky, vodním mlýnem a populárním Oliwským parkem (Park Oliwski) s paláci, sochami a dalšími rybníky. Nakonec protéká přes Wojnowo parkem (gdaňská čtvrť Żabianka-Wejhera-Jelitkowo-Tysiąclecia) a dalším parkem (Park Jelitkowski) a na písečné pláži se v Jelitkowě vlévá do Gdaňského zálivu. Potok má délku 9,57 km. V minulosti byl potok hojně využíván k mlynářské živnosti.

## Další informace
Potok Oliwski křižují turistické stezky a cyklostezky.

## Galerie

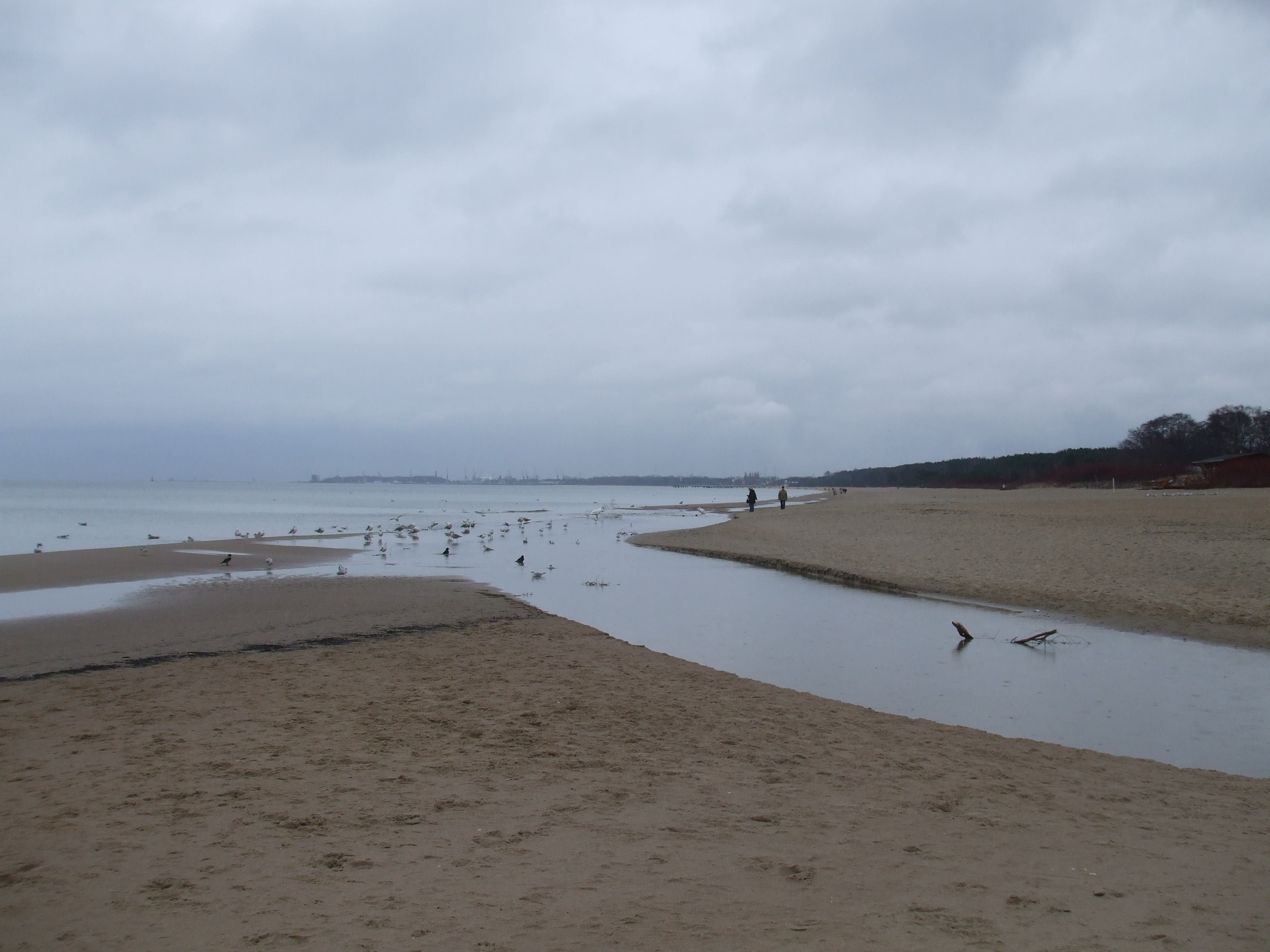